# تزژیشچ سونیکا
تزژیشچ سونیکا (به لاتین: Tržišče, Sevnica) یک زیستگاه انسانی در اسلوونی است که در Lower Carniola واقع شده‌است.

## خصوصیات
تزژیشچ سونیکا ۱٫۴۷ کیلومترمربع مساحت و ۲۰۳ نفر جمعیت دارد و ۲۵۱٫۷ متر بالاتر از سطح دریا واقع شده‌است.